# Minoru Takada
Minoru Takada (高田稔, Takada Minoru), né le 20 décembre 1899 et mort le 27 décembre 1977, est un acteur japonais.

## Biographie
Minoru Takada a tourné dans plus de 230 films entre 1924 et 1971.

## Filmographie partielle
- 1924 : Nuages déchirés (断雲, Dan'un?) de Kajirō Yamamoto
- 1925 : L'Enfant-bombe (爆弾児, Bakudanji?) de Kajirō Yamamoto

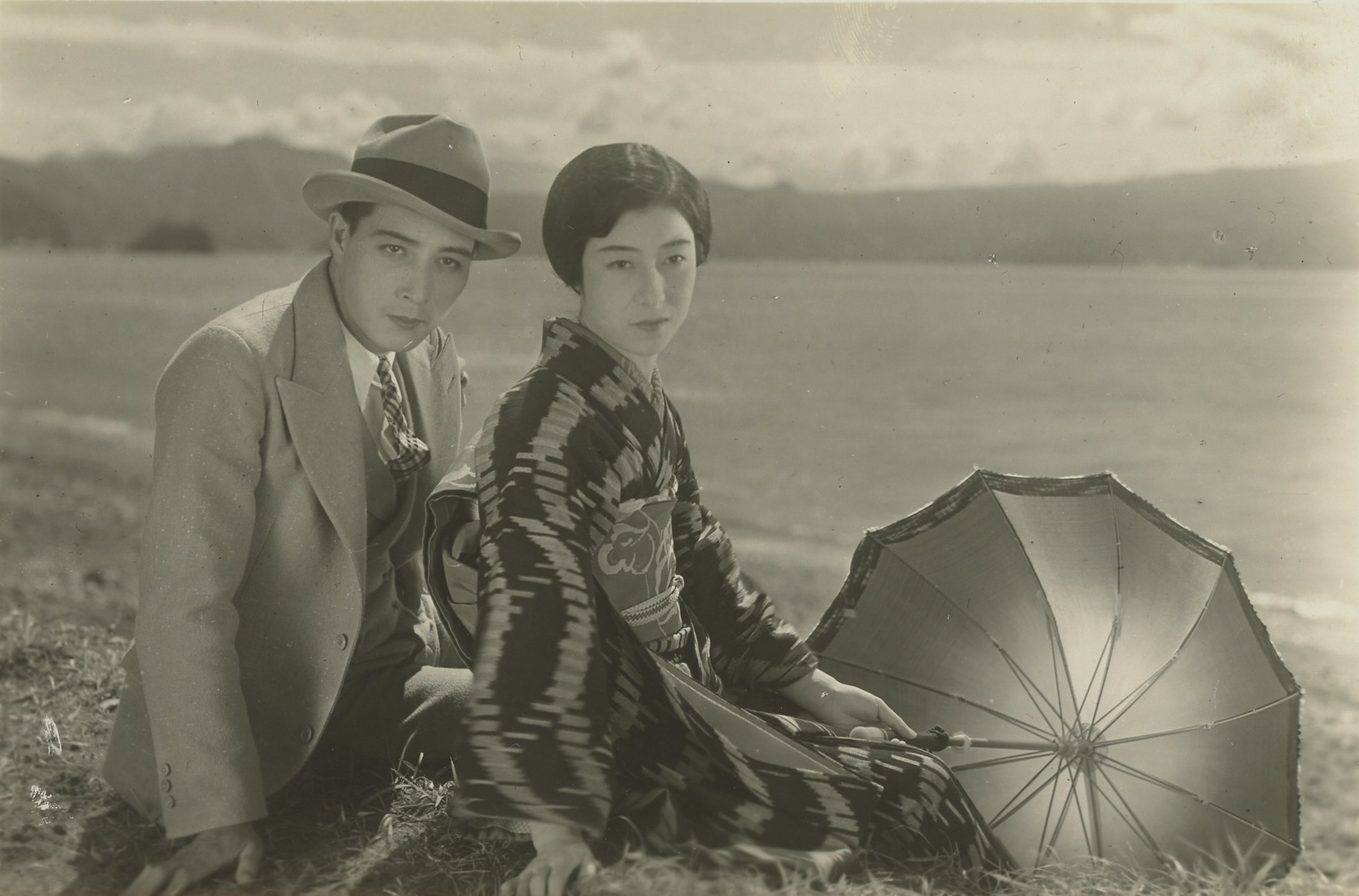
Minoru Takada et Emiko Yagumo dans Perle éternelle (1929).

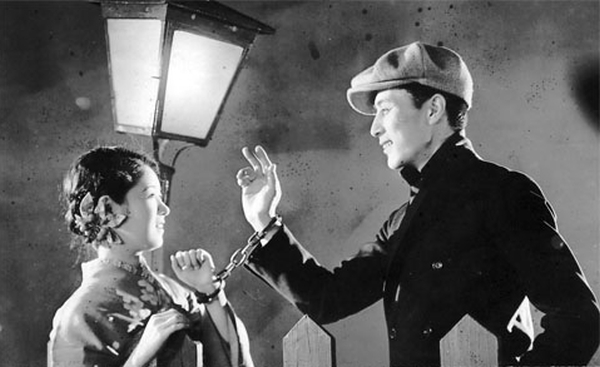
Kinuyo Tanaka et Minoru Takada dans Hogaraka ni nake (1931).

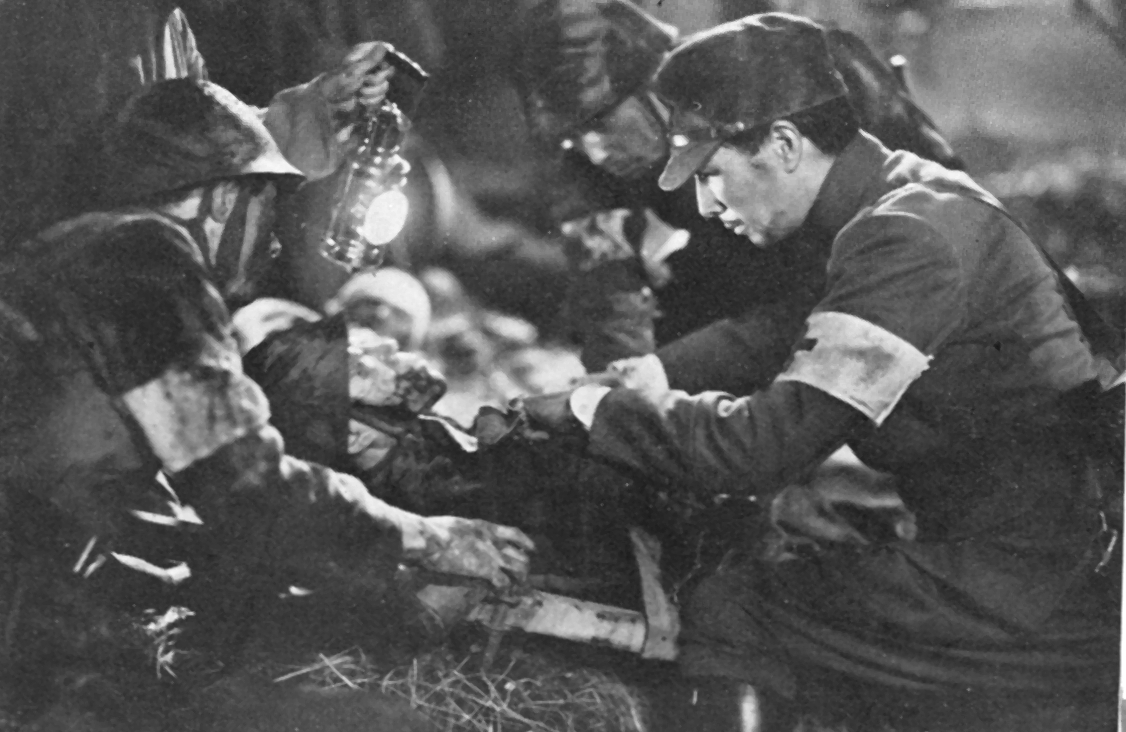
Minoru Takada (à droite) dans Makiba monogatari (1938).

- 1929 : J'ai été diplômé, mais... (大学は出たけれど, Daigaku wa deta keredo?) de Yasujirō Ozu : Tetsuo Nomoto
- 1929 : Un père et son fils (親父とその子, Oyaji to sono ko?) de Heinosuke Gosho
- 1929 : Perle éternelle (不壊の白珠, Fue no shiratama?) de Hiroshi Shimizu : Shozo Narita
- 1930 : Introduction au mariage (結婚学入門, Kekkon gaku nyumon?) de Yasujirō Ozu : Shin'ichirō Takebayashi
- 1930 : Va d'un pas léger (朗かに歩め, Hogaraka ni ayume?) de Yasujirō Ozu : Kenji Koyama
- 1930 : Shingun (進軍?) de Kiyohiko Ushihara : Shirō
- 1930 : Kanojo wa dokoe iku (女は何処へ行く?) de Yoshinobu Ikeda
- 1930 : Le Sang de la jeunesse (青春の血は躍る, Seishun no chi wa odoru?) de Hiroshi Shimizu
- 1930 : Onnagokoro o midasumaji (女心を乱すまじ?) de Yoshinobu Ikeda
- 1930 : Un visage dans la brume (霧の中の曙, Kiri no naka no akebono?) de Hiroshi Shimizu
- 1930 : Vivre à une nouvelle époque (新時代に生きる, Shin jidai ni ikiru?) de Hiroshi Shimizu
- 1931 : Le Chef d'une bande de garnements (餓鬼大将, Gaki daishō?) de Hiroshi Shimizu
- 1931 : La Voie lactée (銀河, Ginga?) de Hiroshi Shimizu : Soichi Negishi
- 1931 : Ureibana (有憂華?) de Hiroshi Shimizu : Shūsaku Fujino
- 1931 : Hogaraka ni nake (朗かに泣け?) de Tsunejirō Sasaki
- 1931 : Cette mère est coupable (この母に罪ありや, Kono haha ni tsumi ari ya?) de Hiroshi Shimizu : Tetsuo Fujiki
- 1931 : Illustration de la jeunesse (青春図会, Seishunzue?) de Hiroshi Shimizu : Eisuke Akita
- 1931 : Eikan namida ari (栄冠涙あり?) de Shigeyoshi Suzuki
- 1932 : Le Quai du Paradis (天国の波止場, Tengoku no hatoba?) de Yutaka Abe
- 1932 : Konjiki yasha (金色夜叉?) de Shigeyoshi Suzuki et Saburō Aoyama : Kan'ichi Hazama
- 1934 : Le Messager de la lune (月よりの使者, Tsukiyori no shisha?) de Tomotaka Tasaka : Susumu Hirota
- 1934 : Le Soleil sur le fleuve (河の上の太陽, Kawa no ue no taiyō?) de Tomu Uchida[2]
- 1934 : Seiki no aozora (世紀の青空?) de Kiyohiko Ushihara : Ryūsuke Mibu
- 1938 : Makiba monogatari (de) (牧場物語?) de Sotoji Kimura : Dr Tashiro
- 1939 : Le Cœur sincère (まごころ, Magokoro?) de Mikio Naruse : Keikichi Asada
- 1940 : Le Ciel en flammes (燃ゆる大空, Moyuru ōzora?) de Yutaka Abe
- 1944 : L’Escadrille des faucons de Katō (加藤隼戦闘隊, Katō hayabusa sentō-tai?) de Kajirō Yamamoto
- 1949 : La Femme de l'enfer (地獄の貴婦人, Jigoku no kifujin?) de Motoyoshi Oda : Doi
- 1953 : Lettre d'amour (恋文, Koibumi?) de Kinuyo Tanaka : le père de Michiko
- 1957 : L'Empereur Meiji et la guerre russo-japonaise (明治天皇と日露大戦争, Meiji tennō to nichiro daisensō?) de Kunio Watanabe
- 1961 : La Dernière Guerre de l'Apocalypse (世界大戦争, Sekai daisensō?) de Shuei Matsubayashi